# Marc Endres
Marc Endres (* 22. Februar 1991 in Friedrichshafen) ist ein ehemaliger deutscher Fußballspieler und heutiger Fußballtrainer.

## Spielerkarriere

### Vereine
Mit dem SC Freiburg gewann Endres 2009 die U-19-Bundesliga 2008/09 Süd/Südwest. In der Endrunde erreichte die U-19 das Halbfinale, im selben Jahr gewann sie jedoch den A-Jugend-DFB-Pokal. Von 2008 bis 2010 besuchte er die Max Weber-Schule in Freiburg. Bis 2012 spielte Endres für die zweite Mannschaft des SC Freiburg in der Regionalliga Süd. 2012 wechselte er in die 3. Liga zum 1. FC Heidenheim, bei dem er einen Zweijahresvertrag erhielt. Am 13. Mai 2014 wurde er im Kader des Chemnitzer FC vorgestellt, bei dem er einen bis zum 30. Juni 2016 laufenden Vertrag unterzeichnete. 2015 wurde die Vertragslaufzeit um drei Jahre verlängert. Im November 2016 fiel Marc Endres längere Zeit verletzungsbedingt aus. Er kehrte im Juni 2017 ins Training zurück und wurde zur Saison 2017/18 zum Mannschaftskapitän des Chemnitzer FC gewählt. Nach dem Abstieg der Chemnitzer in die Regionalliga Nordost im Jahre 2018 wechselte Marc Endres zur SpVgg Unterhaching.

### Nationalmannschaft
2010 und 2011 absolvierte Endres jeweils ein Spiel für die U-20-Auswahl des DFB.

## Trainerkarriere
Am 31. Januar 2021 erklärte der Innenverteidiger nach anhaltenden Verletzungsproblemen sein Karriereende im Alter von 29 Jahren. Im Anschluss übernahm er die Position des Co-Trainers bei Unterhachings Partnerverein TSV 1860 Rosenheim.
Zur Saison 2022/23 kehrte Endres zur SpVgg Unterhaching zurück und wurde Cheftrainer der wiedergegründeten zweiten Mannschaft, die außer Wertung in der sechstklassigen Landesliga Bayern Südwest spielte. Ein Jahr später wurde die Mannschaft regulär in die Liga eingegliedert. Zudem wurde Endres bei den Profis, die in der 3. Liga spielten, Co-Trainer von Marc Unterberger. Mit der zweiten Mannschaft schaffte er als Meister den Aufstieg in die Bayernliga Süd. In der Saison 2024/25 ist Endres wieder ausschließlich für die zweite Mannschaft verantwortlich.

## Titel

### Als Spieler
- Deutscher Drittligameister und Aufstieg in die 2. Bundesliga: 2014 (1. FC Heidenheim)
- Sachsenpokalsieger: 2015 (Chemnitzer FC)
- Württembergischer Pokalsieger: 2014 (1. FC Heidenheim)
- Deutscher A-Junioren-Pokalsieger: 2009 (SC Freiburg)
- Meister der A-Junioren-Bundesliga Süd/Südwest: 2009 (SC Freiburg)

### Als Trainer
- Meister der Landesliga Bayern Südwest und Aufstieg in die Bayernliga Süd: 2024 (SpVgg Unterhaching II)